# Fray Miguel Fernández y Flores (Goya)

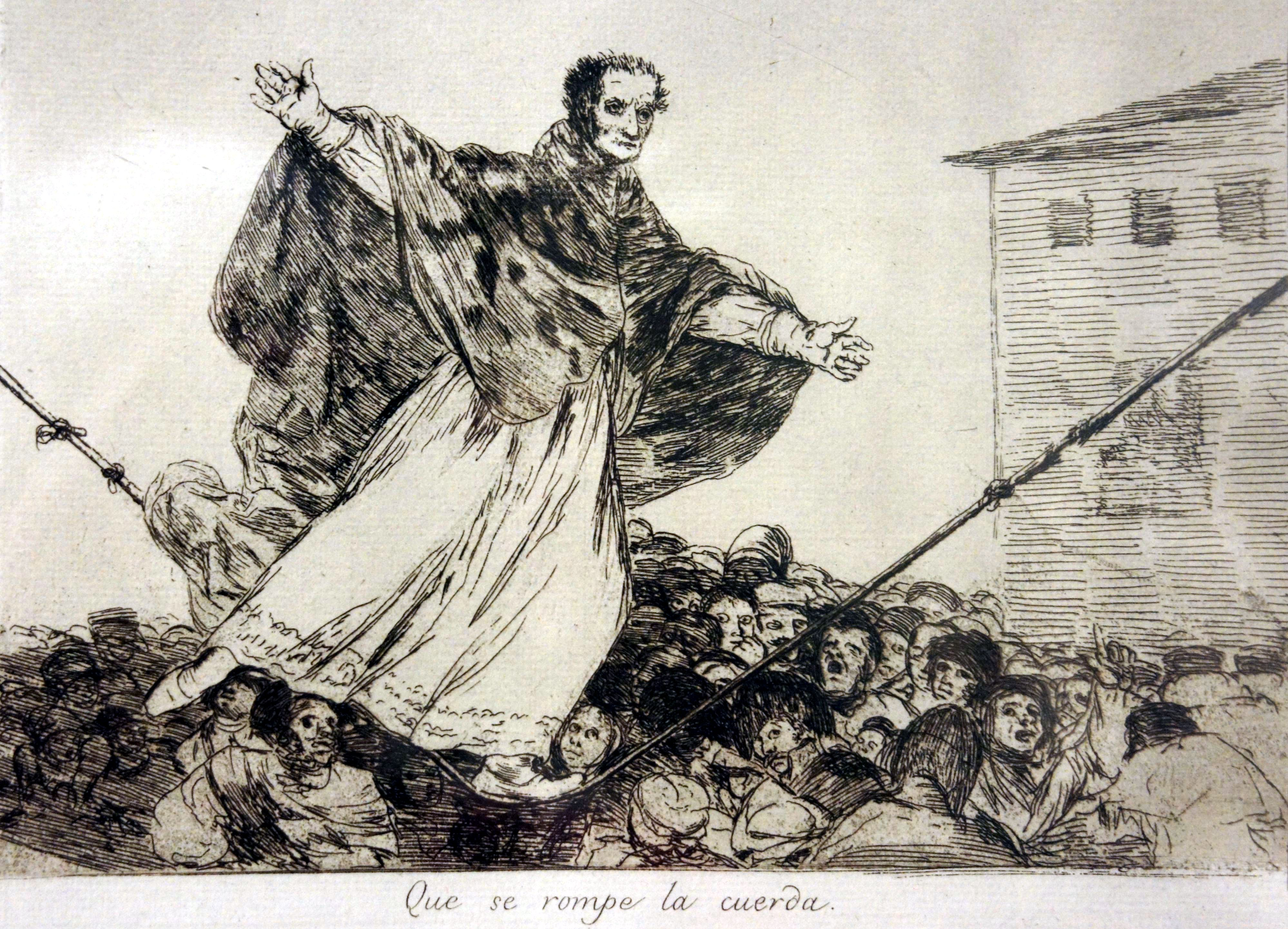
Figura 77 de la serie Los desastres de la guerra titulada Que se rompe la cuerda.

Fray Miguel Fernández y Flores es un óleo del pintor Francisco de Goya (1746-1828), en la colección del Worcester Art Museum en Estados Unidos.

## Fondo
El franciscano Miguel Fernández Flores (1764-1822) procedía de Sevilla. En 1814 fue nombrado obispo auxiliar de Monseñor de Quito por el rey Fernando VII. En 1815 se convirtió en obispo in partibus infidelium de Marcópolis de la diócesis de Asia Menor y administrador apostólico de Quito. En 1816 se convirtió en obispo de Quito, pero a pesar de sus cargos en el Virreinato de Nueva España, no hay constancia de ninguna visita a Ecuador. Tras completar su carrera pastoral, se convierte en prelado del Consejo Real de la corte de Madrid.
Goya, como pintor de cámara, recibió el encargo de retratar al obispo; la imagen fue realizada en 1815, con motivo de la nominación. Después de que Fernando VII regresara al trono, el pintor tuvo que reconciliar sus propias creencias y puntos de vista políticos con el trabajo en la corte del monarca absolutista. En su carrera, pintó retratos de muchos clérigos con un estilo glorificador, pero al mismo tiempo criticaba los defectos de la iglesia y sus superiores en sus grabados satíricos. La figura 77 de la serie Los desastres de la guerra titulada Que se rompe la cuerda, muestra a un clérigo balanceándose sobre una cuerda frente a la multitud que grita. El título sugiere que hay expectación entre los observadores por que se rompa la cuerda.

## Descripción
El obispo es presentado con todo el esplendor que requería su nuevo cargo. Siguiendo la tradición de los retratos papales, Goya lo retrató de medio cuerpo, sentado en una suntuosa silla clerical y vestido con el atuendo obispal. Lleva una sotana azul claro con forro y botones rojos, al igual que el solideo, y un alba de encaje blanco. Llama la atención el oro en el gran anillo en la mano derecha y la cruz que cuelga del pecho. El obispo mira fijamente al espectador. Se ve un esquema de composición triangular, cuyo vértice es la cabeza del modelo, que se destaca del fondo neutro. En la parte inferior del cuadro hay una inscripción: El Yllmõ Señor Dn Fr. Miguel Fernandez Obispo de Marcopolis, Administrador Apostolico de Quito. Pr Goya año 1815 (El Il[ustrísi]mo Señor D[o]n Fr[ay] Miguel Fernández Obispo de Marcopolis, Administrador Apostólico de Quito. P[o]r Goya año 1815).

## Procedencia
La pintura perteneció a la persona retratada. Luego pasó a formar parte de la colección del pintor italiano Juan Bautista Vivaldi en Sevilla, posteriormente en la colección de Enrique Salazar también en Sevilla y del Marqués de la Vega Inclán en Madrid. En 1911 se incluyó en la colección del Museo de Arte de Worcester.